# Rybak-Gletscher
Der Rybak-Gletscher (polnisch Lodowiec Rybaka) ist ein Gletscher auf King George Island im Archipel der Südlichen Shetlandinseln. Er fließt aus dem Kraków Dome zwischen dem Puchalski Peak und den Rembiszewski-Nunatakkern zur Admiralty Bay.
Polnische Wissenschaftler benannten ihn 1980 (polnisch rybak ‚Fischer‘).